# Trichogramme
Trichogramma
Taxons de rang inférieur
- Trichogramma Westwood, 1833
- Trichogrammatoidea Girault, 1911

Les trichogrammes sont des micro-hyménoptères chalcidiens de la famille des Trichogrammatidae.
On en connaît actuellement environ 200 espèces, la grande majorité du genre Trichogramma. Les autres appartiennent au genre Trichogrammatoidea. Leur taille est souvent inférieure au millimètre.
Les trichogrammes sont des parasitoïdes oophages. La larve des parasites de ce type, dite oophage, se développe à l'intérieur de l'œuf de l'insecte-hôte, dont l'embryon est tué à un moment plus ou moins précoce de la vie larvaire du parasitoïde. Avec les trichogrammes, l'hôte est tué très tôt et ce sont ses tissus désintégrés et son vitellus qui servent de nourriture à la larve du trichogramme et assurent son développement jusqu'à sa métamorphose, transformation en nymphe puis en imago (insecte parfait, adulte). Puis cet imago mène une vie libre, consacrée à l'accouplement et à la recherche, par la femelle, d'œufs-hôtes pour y déposer sa ponte ; l'adulte se nourrit de matières sucrées (miellat de pucerons) ou de substances protéiques (pollen des fleurs).
Les trichogrammes sont utilisés comme agents de lutte biologique contre plusieurs lépidoptères ravageurs, dont la pyrale du maïs qui à l'état larvaire ravage les tiges de cette poacée, et la pyrale du buis. Les trichogrammes sont aussi utilisés contre le carpocapse de la pomme en vergers de pommiers. On les utilise aussi contre le Sphinx du palmier (Paysandisia archon), dans l'œuf duquel un trichogramme vient pondre.
Une opération test de bio-contrôle avec des trichogrammes a été mené, avec un succès relatif, de août 2023 à mars 2024, par la chambre d'agriculture de l'Hérault sur 116 hectares de vignes locales afin de tester la capacité des trichogrammes a juguler les populations de pyrale des agrumes sur les grappes de raisin mûrs .

## Liste non exhaustive des espèces du genreTrichogramma
- Trichogramma acacioi Brun, Gomez de Moraes & Aragáo Soares, 1984
- Trichogramma acantholydae Pintureau & Kenis, 2000
- Trichogramma achaeae Nagaraja & Nagarkatti, 1969
- Trichogramma acuminatum Querino & Zucchi, 2003
- Trichogramma acutovirilia Pinto, 1998
- Trichogramma adashkevitshi Sorokina, 1984
- Trichogramma agriae Nagaraja, 1973
- Trichogramma agrotidis Voegelé & Pintureau, 1982
- Trichogramma aldanense Sorokina, 1989
- Trichogramma alloeovirilia Querino & Zucchi, 2003
- Trichogramma alpha Pinto, 1998
- Trichogramma aomoriense Honda, 2006
- Trichogramma arcanum Pinto, 1998
- Trichogramma artonae Chen & Pang, 1986
- Trichogramma atopovirilia Oatman & Platner, 1983
- Trichogramma atropos Pinto, 1992
- Trichogramma aurosum Sugonjaev & Sorokina, 1976
- Trichogramma australicum Girault, 1912
- Trichogramma bactrianum Sugonjaev & Sorokina, 1976
- Trichogramma ballmeri Pinto, 1998
- Trichogramma bellaunionense Basso & Pintureau, 2001
- Trichogramma bennetti Nagaraja & Nagarkatti, 1973
- Trichogramma bertii Zucchi & Querino, 2003
- Trichogramma bilingensis He & Pang, 2000
- Trichogramma bispinosum Pinto, 1998
- Trichogramma bistrae (Kostadinov, 1988)
- Trichogramma bourarachae Pintureau & Babault, 1988
- Trichogramma bournieri Pintureau & Babault, 1988
- Trichogramma brassicae Bezdenko, 1968
- Trichogramma brevicapillum Pinto & Platner, 1978
- Trichogramma brevifringiata Yousuf & Shafee, 1987
- Trichogramma browningi Pinto & Oatman, 1985
- Trichogramma bruni Nagaraja, 1983
- Trichogramma buesi Voegelé, 1985
- Trichogramma cacoeciae Marchal, 1927
- Trichogramma californicum Nagaraja & Nagarkatti, 1973
- Trichogramma canadense Pinto, 1998
- Trichogramma carverae Oatman & Pinto, 1987
- Trichogramma castrensis Velasquez de Rios & Teran, 1995
- Trichogramma cephalciae Hochmut & Martinek, 1963
- Trichogramma chilonis Ishii, 1941
- Trichogramma chilotraeae Nagaraja & Nagarkatti, 1969
- Trichogramma choui Chan & Chou, 2000
- Trichogramma chusniddini Sorokina & Atamirzayeva, 1993
- Trichogramma closterae Pang & Chen, 1974
- Trichogramma clotho Pinto, 1992
- Trichogramma colombiensis Velasquez de Rios & Teran, 1995
- Trichogramma cordubensis Vargas & Cabello, 1985
- Trichogramma cultellus Jese, Hirose & Honda, 2005
- Trichogramma danubiense Birova & Kazimirova, 1997
- Trichogramma daumalae Dugast & Voegelé, 1984
- Trichogramma deion Pinto & Oatman, 1986
- Trichogramma demoraesi Nagaraja, 1983
- Trichogramma dendrolimi Matsumura, 1926
- Trichogramma dianae Pinto, 1998
- Trichogramma dissimilis Zucchi, 1988
- Trichogramma distinctum Zucchi, 1988
- Trichogramma drepanophorum Pinto & Oatman, 1985
- Trichogramma elegantum Sorokina, 1984
- Trichogramma embryophagum (Hartig, 1838)
- Trichogramma erebus Pinto, 1998
- Trichogramma erosicornis Westwood, 1879
- Trichogramma esalqueanum Querino & Zucchi, 2003
- Trichogramma ethiopicum (Risbec, 1956)
- Trichogramma euproctidis (Girault, 1911) —
- Trichogramma evanescens Westwood, 1833 —
- Trichogramma exiguum Pinto & Platner, 1978
- Trichogramma falx Pinto & Oatman, 1996
- Trichogramma fasciatum (Perkins, 1912) —
- Trichogramma flandersi Nagaraja & Nagarkatti, 1969
- Trichogramma forcipiformis Zhang & Wang, 1982
- Trichogramma fuentesi Torre, 1980
- Trichogramma funestrum Pinto & Oatman, 1988
- Trichogramma funiculatum Carver, 1978
- Trichogramma fuzhouense Lin, 1994
- Trichogramma gabrielino Pinto, 1998
- Trichogramma galloi Zucchi, 1988
- Trichogramma gicai Pintureau & Stefanescu, 2000
- Trichogramma gordhi Pinto, 1998
- Trichogramma hesperidis Nagaraja, 1973
- Trichogramma higai Oatman & Platner, 1982
- Trichogramma huberi Pinto, 1998
- Trichogramma infelix Pinto, 1998
- Trichogramma ingricum Sorokina, 1984
- Trichogramma interius Pinto, 1998
- Trichogramma inyoense Pinto & Oatman, 1985
- Trichogramma iracildae Querino & Zucchi, 2003
- Trichogramma itsybitsi Pinto & Stouthamer, 2002
- Trichogramma ivelae Pang & Chen, 1974
- Trichogramma jalmirezi Zucchi, 1988
- Trichogramma japonicum Ashmead, 1904
- Trichogramma jaxarticum Sorokina, 1984
- Trichogramma jezoensis Ishii, 1941
- Trichogramma julianoi Platner & Oatman, 1981
- Trichogramma kalkae Schulten & Feijen, 1978
- Trichogramma kaykai Pinto & Stouthamer, 1997
- Trichogramma kayo Risbec, 1951
- Trichogramma kurosuae Taylor, Yashiro, Hirose & Honda, 2005
- Trichogramma lachesis Pinto, 1992
- Trichogramma lacustre Sorokina, 1978
- Trichogramma lasallei Pinto, 1998
- Trichogramma lenae Sorokina, 1991
- Trichogramma leptoparameron Dyurich, 1987
- Trichogramma leucaniae Pang & Chen, 1974
- Trichogramma leviculum Pinto, 1998
- Trichogramma lingulatum Pang & Chen, 1974
- Trichogramma longxishanense Lin, 1994
- Trichogramma lopezandinensis Sarmiento, 1993
- Trichogramma maltbyi Nagarajaé & Nagarkatti, 1973
- Trichogramma mandelai Pintureau & Babault, 1988
- Trichogramma manicobai Brun, Gomez de Moraes & Aragáo Soares, 1984
- Trichogramma maori Pinto & Oatman, 1996
- Trichogramma marandobai Brun, Gomez de Moraes & Aragáo Soares, 1986
- Trichogramma margianum Sorokina, 1984
- Trichogramma marthae Goodpasture, 1986
- Trichogramma marylandense Thorpe, 1982
- Trichogramma maxacalii Voegelé & Pointel, 1980
- Trichogramma meteorum Vincent, 1986
- Trichogramma minutum Riley, 1871 —
- Trichogramma mirabile Dyurich, 1987
- Trichogramma misiae Kostadinov, 1987
- Trichogramma mullensi Pinto, 1998
- Trichogramma mwanzai Schulten & Feijen, 1982
- Trichogramma nemesis Pinto, 1998
- Trichogramma nerudai Pintureau & Gerding, 1999
- Trichogramma nestoris (Kostadinov, 1991)
- Trichogramma neuropterae Chan & Chou, 1996
- Trichogramma nomlaki Pinto & Oatman, 1985
- Trichogramma nubilale Ertle & Davis, 1975
- Trichogramma obscurum Pinto, 1998
- Trichogramma offella Pinto & Oatman, 1985
- Trichogramma okinawae Honda, 2006
- Trichogramma oleae Voegelé & Pointel, 1979
- Trichogramma ostriniae Pang & Chen, 1974
- Trichogramma pallidiventris Nagaraja, 1973
- Trichogramma panamense Pinto, 1998
- Trichogramma pangi Lin, 1989
- Trichogramma papilionidis Viggiani, 1972
- Trichogramma papilionis Nagarkatti, 1974
- Trichogramma parkeri Nagarkatti, 1975
- Trichogramma parnarae Huo, 1986
- Trichogramma parrai Querino & Zucchi, 2003
- Trichogramma parvum Pinto, 1998
- Trichogramma pelovi Kostadinov, 1986
- Trichogramma perkinsi Girault, 1912
- Trichogramma piceum Dyurich, 1987
- Trichogramma piniperda Wolff, 1915
- Trichogramma pinneyi Schulten & Feijen, 1978
- Trichogramma pintoi Voegelé, 1982
- Trichogramma pintureaui Rodríguez & Galán, 1993
- Trichogramma plasseyensis Nagaraja, 1973
- Trichogramma platneri Nagarkatti, 1975
- Trichogramma pluto Pinto, 1998
- Trichogramma poliae Nagaraja, 1973
- Trichogramma polychrosis Chen & Pang, 1981
- Trichogramma pratissolii Querino & Zucchi, 2003
- Trichogramma pratti Pinto, 1998
- Trichogramma pretiosum Riley, 1879 —
- Trichogramma primaevum Pinto, 1992
- Trichogramma principium Sugonjaev & Sorokina, 1976
- Trichogramma psocopterae Chan & Chou, 1996
- Trichogramma pusillum Querino & Zucchi, 2003
- Trichogramma raoi Nagaraja, 1973
- Trichogramma retorridum (Girault, 1911) —
- Trichogramma rojasi Nagaraja & Nagarkatti, 1973
- Trichogramma rossicum Sorokina, 1984
- Trichogramma santarosae Pinto, 1998
- Trichogramma sathon Pinto, 1998
- Trichogramma savalense Sorokina, 1991
- Trichogramma sembeli Oatman & Platner, 1982
- Trichogramma semblidis (Aurivillius, 1897) —
- Trichogramma semifumatum (Perkins, 1910) —
- Trichogramma sericini Pang & Chen, 1974
- Trichogramma shaanxiensis Huo, 1991
- Trichogramma shchepetilnikovae Sorokina, 1984
- Trichogramma sibericum Sorokina, 1981
- Trichogramma silvestre Sorokina, 1984
- Trichogramma sinuosum Pinto, 1998
- Trichogramma sogdianum Sorokina, 1984
- Trichogramma sorokinae Kostadinov, 1986
- Trichogramma stampae Vincent, 1986
- Trichogramma sugonjaevi Sorokina, 1984
- Trichogramma suorangelina Pinto, 1998
- Trichogramma taiwanense Chan & Chou, 2000
- Trichogramma talitzkii Dyurich, 1987
- Trichogramma tenebrosum Oatman & Pinto, 1987
- Trichogramma thalense Pinto & Oatman, 1985
- Trichogramma tielingensis Zhang & Wang, 1982
- Trichogramma trjapitzini Sorokina, 1984
- Trichogramma tshumakovae Sorokina, 1984
- Trichogramma tupiense Querino & Zucchi, 2003
- Trichogramma umerus Jose, Hirose & Honda, 2005
- Trichogramma urquijoi Cabello Garcia, 1986
- Trichogramma ussuricum Sorokina, 1984
- Trichogramma valentinei Pinto & Oatman, 1996
- Trichogramma vargasi Oatman & Platner, 1982
- Trichogramma viggianii Pinto, 1998
- Trichogramma yabui Honda & Taylor, 2006
- Trichogramma yawarae Hirai & Fursov, 1998
- Trichogramma zahiri Polaszek, 2002
- Trichogramma zeirapherae Walter, 1985
- Trichogramma zeta Pinto, 1998
- Trichogramma zucchii Querino, 2003